# Wouter Vandendriessche
Pour les articles homonymes, voir Vandendriessche (homonymie).
Wouter Vandendriessche, né à Bruges le 27 juin 1984, est un joueur de football belge qui occupe le poste de milieu de terrain. Depuis 2011, il défend les couleurs du KRC Waregem, en Division 3. En 2006, il a remporté la Coupe de Belgique avec Zulte Waregem.

## Carrière

### Les débuts à Zulte Waregem
Natif de Bruges, Wouter Vandendriessche s'inscrit au centre de formation du FC Bruges. Il évolue dans les différentes catégories d'âge puis décide de quitter le club en 2004, ne recevant pas sa chance en équipe première. Il rejoint le SV Zulte Waregem, un club de deuxième division. Il joue son premier match officiel le 11 août 2004 contre Virton. Monté au jeu à moins d'une demi-heure de la fin de la rencontre, il inscrit son premier but quelques minutes plus tard. Titularisé lors des deux rencontres suivantes, il marque un but lors de chacune. Il dispute la quasi-totalité des matches jusqu'à la fin de la saison qui voit son club remporter le titre de champion et accéder pour la première fois à la Division 1.
Wouter Vandendriessche débute sa première saison parmi l'élite dans la peau d'un remplaçant. À la mi-octobre, il se blesse à l'entraînement et reste éloigné des terrains durant plusieurs mois. Il ne rejoue que le 4 mars 2006 mais ne parvient pas à retrouver une place de titulaire dans une équipe qui réalise un championnat exceptionnel. La saison est ponctuée le 13 mai 2006 par la victoire en finale de la Coupe de Belgique, dont le joueur dispute les vingt dernières minutes.
La saison suivante, Wouter Vandendriessche découvre la Coupe UEFA et inscrit un but face à l'Austria Vienne. Il inscrit également le seul but de son équipe lors de la Supercoupe perdue face à Anderlecht. Réserviste la plupart du temps, il quitte le club et s'engage le 12 juillet 2007 avec le KV Ostende, en Division 2.

### Poursuite dans les divisions inférieures
Avec le club côtier, Wouter Vandendriessche obtient une place de titulaire en milieu de terrain. Il dispute presque toutes les rencontres de la saison 2007-2008 et la première partie de la saison suivante. Hélas pour le joueur, il se blesse le 1er novembre 2008 et passe deux mois en convalescence. Lorsqu'il est rétabli, il ne parvient pas à retrouver sa place dans l'équipe de base et est relégué sur le banc des remplaçants. En juin, il décide de quitter le club et s'engage pour un an avec option pour une seconde saison au KSK Renaix, un autre club de deuxième division.
Avec sa nouvelle équipe, il dispute la moitié des rencontres de la saison. En fin de championnat, le club échoue à la place de barragiste. Vaincu par l'Union du Centre, Renaix est relégué en Division 3. Wouter Vandendriessche reste au club pour tenter de remonter directement dans l'antichambre de l'élite mais il termine le championnat en milieu de classement. Il quitte alors le club et rejoint le KRC Waregem, également en D3, où il signe un contrat portant sur les deux prochaines saisons.
À Waregem, il retrouve une place de titulaire et un rôle plus offensif. 

## Palmarès
- 1 fois vainqueur de la Coupe de Belgique en 2006 avec le SV Zulte Waregem.
- 1 fois champion de Division 2 en 2005 avec le SV Zulte Waregem.

## Statistiques
| Saison                | Club                  | Championnat           | Championnat | Championnat | Coupe(s) nationale(s) | Coupe(s) nationale(s) | Supercoupe | Supercoupe | Compétition(s) continentale(s) | Compétition(s) continentale(s) | Compétition(s) continentale(s) | Total | Total |
| Saison                | Club                  | Division              | M.          | B.          | M.                    | B.                    | M.         | B.         | Comp.                          | M.                             | B.                             | M.    | B.    |
| 2004-2005             | SV Zulte Waregem      | Division 2            | 33          | 6           | 1                     | 0                     | 0          | 0          | -                              | 0                              | 0                              | 34    | 6     |
| 2005-2006             | SV Zulte Waregem      | Division 1            | 15          | 0           | 1                     | 0                     | 0          | 0          | -                              | 0                              | 0                              | 16    | 0     |
| 2006-2007             | SV Zulte Waregem      | Division 1            | 26          | 1           | 1                     | 0                     | 1          | 1          | C3                             | 5                              | 1                              | 33    | 3     |
| Sous-total            | Sous-total            | Sous-total            | 74          | 7           | 3                     | 0                     | 1          | 1          | -                              | 5                              | 1                              | 83    | 9     |
| 2007-2008             | KV Ostende            | Division 2            | 33          | 4           | 3                     | 0                     | 0          | 0          | -                              | 0                              | 0                              | 36    | 4     |
| 2008-2009             | KV Ostende            | Division 2            | 24          | 1           | 2                     | 0                     | 0          | 0          | -                              | 0                              | 0                              | 26    | 1     |
| Sous-total            | Sous-total            | Sous-total            | 57          | 5           | 5                     | 0                     | 0          | 0          | -                              | 0                              | 0                              | 62    | 5     |
| 2009-2010             | KSK Renaix            | Division 2            | 20          | 0           | 1                     | 0                     | 0          | 0          | -                              | 0                              | 0                              | 21    | 0     |
| 2010-2011             | KSK Renaix            | Division 3            | 28          | 6           | 3                     | 0                     | 0          | 0          | -                              | 0                              | 0                              | 31    | 6     |
| Sous-total            | Sous-total            | Sous-total            | 48          | 6           | 4                     | 0                     | 0          | 0          | -                              | 0                              | 0                              | 52    | 6     |
| 2011-2012             | KRC Waregem           | Division 3            | 31          | 8           | 1                     | 0                     | 0          | 0          | -                              | 0                              | 0                              | 32    | 8     |
| 2012-2013             | KRC Waregem           | Division 3            | 12          | 4           | 1                     | 0                     | 0          | 0          | -                              | 0                              | 0                              | 13    | 4     |
| 2013-2014             | KRC Waregem           | Promotion             | 30          | 11          | 0                     | 0                     | 0          | 0          | -                              | 0                              | 0                              | 30    | 11    |
| Sous-total            | Sous-total            | Sous-total            | 73          | 23          | 2                     | 0                     | 0          | 0          | -                              | 0                              | 0                              | 75    | 23    |
| Total sur la carrière | Total sur la carrière | Total sur la carrière | 252         | 41          | 14                    | 0                     | 1          | 1          | -                              | 5                              | 1                              | 272   | 43    |